# О Клоше
О Клоше (фр. Haut-Clocher) насеље је и општина у североисточној Француској у региону Лорена, у департману Мозел која припада префектури Сарбур.
По подацима из 2011. године у општини је живело 336 становника, а густина насељености је износила 29,37 становника/km². Општина се простире на површини од 11,44 km². Налази се на средњој надморској висини од 260 метара (максималној 315 m, а минималној 245 m).

## Демографија
| 1962. | 1968. | 1975. | 1982. | 1990. | 1999. | 2011. |
| ----- | ----- | ----- | ----- | ----- | ----- | ----- |
| 298   | 305   | 315   | 325   | 319   | 322   | 336   |

График промене броја становника у току последњих година